# Natriummalat
Natriummalat (genauer Dinatriummalat) ist eine chemische Verbindung aus der Gruppe der Malate, genauer das Dinatriumsalz der Äpfelsäure. Neben diesem existiert auch ein Mononatriummalat mit der Summenformel C4H5NaO5.

## Eigenschaften
Natriummalat ist ein geruchloser weißer Feststoff, der frei löslich in Wasser ist. Neben dem Anhydrat existieren auch ein Hemihydrat und ein Trihydrat.

## Verwendung
Natriummalat ist in der EU als Lebensmittelzusatzstoff der Nummer E 350 ohne Höchstmengenbeschränkung (quantum satis) als Säureregulator für alle Lebensmittel allgemein zugelassen. Bei Limonen- und Zitronensaft gilt eine Höchstmengenbeschränkung von 350 Milligramm pro Liter (quantum satis). Apfelsäure und ihre Salze (Natriummalat) entstehen ständig im Stoffwechsel als Zwischenprodukte bei der Energiegewinnung aus Kohlenhydraten, kommen deshalb in jeder Zelle vor und sind natürlich in vielen Lebensmitteln enthalten. Demgegenüber ist ihre Aufnahme als Zusatzstoff unbedeutend.